# 中国社会科学出版社
中国社会科学出版社是中华人民共和国的一家出版社，成立于1978年6月14日，由中国社会科学院创办并主管，社址位于北京市。